# Matthias Zimmermann (evangélikus esperes)
Matthias Zimmermann, magyarosan Zimmermann Mátyás (Eperjes, 1625. szeptember 21. – Meißen, 1689. október 24.) evangélikus szuperintendens.

## Élete
Tanulmányait Eperjesen, Thornban és Strassburgban végezte, ahol 1646-ban elnyerte a magisteri fokozatot. Lipcsében is járt, majd visszatérvén Magyarországra, 1651-ben lőcsei rektor, 1653-ban eperjesi pap lett, ahonnan 1659-ben az üldözés elől menekülve külföldre ment. 1660-ban a kolditzi (Szászország) szuperintendens mellett működött, 1662-ben pedig Meissenben maga lett szuperintendens.

## Munkái
- Confessionis Calvinianorum in colloquio Thoruniensi anno 1645. Exhibitae articulus IV. Lipcse, 1650
- Gemeiner Stad Auffnehmen Aus den Xl. cap.: d ' Sprüchw. Salom. V. 10. Lőcse, 1654
- Theodori Althusi verbi dei ministri historia Eutychiana Lőcse. 1659 (Th. Althusius Z. álneve)
- Schuldige und wohlgemeynte Abschied – Schrifft. Lipcse, 1661
- Dissertatio historico-theologica. Lipcse, 1662
- Sonderlich Sprengwasser. Lipcse, 1663
- Acceptilatio Sociniana Lipcse, 1666
- Der Christen bester Ruhm in dem Creutze Christi. Lipcse, 1666
- Gottes 1. herrliche 2. hülfreiche 3. höchstbewehrte 4. höchstverlangle Vorsorge. Lipcse, 1666
- Gott der gerechte. Meissen, 1666
- Dorotheae Asciani S. S. theol. D. montes pietatis romanenses historice, canonice, theologice, detecti praemittitur justus tractatus. Lipcse, 1670
- Der gerechten Gnaden-Lohn eine schöne Freuden-kron gezeuget aus Sapient. V. v. 16. 17. Lipcse, 1670
- Wolckensteiner Bad Sabbath. Freiberg, 1671
- Frommer Lutherischer Christen geistlicher Wappen-Ring. Wittenberg, 1671
- Analecta miscella menstrua eruditionis sacrae et profanae theologicae, liturgicae, historicae, philologicae, moralis, symbolicae, ritualis, curiosae ex optimis et rarioribus authoribus collecta et reddita. Meissen, 1674
- Spiegel menschliches Elendes u. göttlicher Hülffe. Meissen, 1676
- De presbyterissis veteris ecclesiae commentariolus. Annaberg, 1681
- Amoenitatis historiae ecclesiasticae, hactenus bonam partem hoc ordine intactae syllabum exhibebit sequens plagula. Drezda, 1681/11. számú munkájának, mely D. Ascinaus álnéven jelent meg, átdolgozott 2. kiadása, 3. kiadása Lipcse, 1703.
- Ολοϕυρμος sive planctus Misenensis. Drezda, 1682
- Der kräfftigsteTrost in Leben, Leiden und Sterben. Meissen, 1683
- Florilegium philologico-historicum. Pars I. Meissen, 1687. Pars II. Meissen, 1689
- Florilegii historico-philolog. Appendix. Drezda, 1688